# بني المش (عبس)

تعديل مصدري - تعديل

بني المش هي إحدى قرى عزلة البتارية بمديرية عبس التابعة لمحافظة حجة، بلغ تعداد سكانها 458 نسمة حسب تعداد اليمن لعام 2004.